# غیب (فیلم)
غیب (به انگلیسی: Gayab) یا نامرئی (به انگلیسی: Invisible) فیلمی هندی محصول سال ۲۰۰۴ و به کارگردانی پراوال رامان است. در این فیلم بازیگرانی همچون توشار کاپور، آنتارا مالی و راغوبیر یاداو ایفای نقش کرده‌اند.